# Роберто Де Леонардис
Роберто де Леонардис (на италиански: Roberto de Leonardis) е италиански сценарист, роден на 14 февруари 1913 г. в Неапол, починал на 21 септември 1984 г. в италианската столица Рим. Има дете – Андреа Де Леонардис.

## Филмография
- 1960 Welcome to Rome